# Ndombe Opetum
Ndombe Opetum (connu sous le nom Pépé Ndombe) est artiste musicien, auteur-compositeur congolais né le 3 mars 1944 au Bandundu et mort 24 mai 2012 à Kinshasa. Il est le père de Baby Ndombe et membre du groupe de soukous TP OK Jazz de Franco Luambo qui a dominé la scène musicale congolaise des années 1960 aux années  1980.

## Carrière musicale

### TP OK Jazz
Ndombe Opetum était le chanteur principal Afrisa International avant de rejoindre le groupe TP OK Jazz vers les années 1970 après le départ de Sam Mangwana. Il a rejoint le groupe avec Empopo Loway, et est resté dans le groupe jusqu'à sa dissolution en décembre 1993 quatre ans après la mort du fondateur Franco Luambo.
Les membres contemporain du groupe comptait dans ses rangs à l'époque des chanteurs : Wuta Mayi, Michel Boyibanda, Josky Kiambukuta et Youlou Mabiala, ainsi que le guitariste rythmique Simaro Lutumba et le guitariste solo Franco Luambo.

### Bana Ok
Après la mort Franco Luambo, fondateur de TP OK Jazz en 1989, le groupe a continué à jouer pendant quatre années. Simaro Lutumba s'occupait du groupe et des musiciens pendant que la famille du défunt s'occupait des avocats, maisons de disques et des autres intervenants techniques. 70% de recettes revenaient aux musiciens du groupe tandis que 30% à la famille de Franco. Cependant, des divergences ont fait surface entre la famille et le groupe et celles conduiront à la dissolution du groupe TP Ok Jazz en décembre 1993.
Ndombe Opetum avec Simaro Lutumba, Josky Kiambukuta et des anciens membres de TP OK Jazz, forment en janvier 1994 le groupe Bana Ok. Ndombe restera membre jusqu'à sa mort en 2012.

## Vie privée
Pépé Ndombe Opetum est un père d’une famille de neuf enfants dont son cinquième enfant et fils du nom Baby Nbombe né le 3 mars 1974 à Kinshasa, qui a fait partie du groupe Wenge Musica Maison Mère de Werrason.

## Décès
Pépé Ndombe Opetum est mort d'un arrêt cardiaque à Kinshasa le 24 mai 2012 à l'âge de 68 ans,.